# Баус (Удине)
Баус је насеље у Италији у округу Удине, региону Фурланија-Јулијска крајина.
Према процени из 2011. у насељу је живело 33 становника. Насеље се налази на надморској висини од 511 м.